# Jean-Charles Rochet
Jean-Charles Rochet (* 1. November 1957) ist ein französischer Wirtschaftswissenschaftler und Hochschullehrer.

## Werdegang, Forschung und Lehre
Rochet studierte Mathematik an der ENS Ulm, an der er 1980 mit einem Licence graduierte. Später studierte er Wirtschaftsmathematik an der Universität Paris-Dauphine, sein Ph.D.-Studium schloss er 1986 ab. Parallel zum Studium hatte er dort als Assistant Professor und später Associate Professor gewirkt, nach seinem Abschluss wurde er 1986 zum ordentlichen Professor an der ENSAE berufen. 1988 folgte er einem Ruf an die Universität Toulouse I, wo er bis 2012 tätig war. Parallel war er ab 2010 an der Universität Zürich tätig, 2017 folgte er von dort einem Ruf der Universität Genf. 2023 kehrte er an die Toulouse School of Economics als Teil der Universität Toulouse I zurück.
Im Mittelpunkt der wissenschaftlichen Tätigkeitsbereiche Rochets stehen Fragestellungen der Industrieökonomik, Finanzwirtschaft und dem Risikomanagement mit Fokus auf Bank- und Versicherungsmärkte. 
Rochet ist seit 1995 gewählter Fellow der Econometric Society, deren Präsidentschaft er 2012 übernahm, und seit 2004 Fellow der Europäischen Ökonomische Vereinigung. Zwischen 2005 und 2009 war er Mitherausgeber der Annals of Finance, zudem war er Associate Editor bei Mathematical Finance, dem The Journal of Finance, Econometrica, dem Journal of Mathematical Economics, der Geneva Papers on Risk and Insurance sowie der Annales d'Economie et de Statistiques.